# Begonia suffrutescens
Espèce
Begonia suffrutescens est une espèce de plantes de la famille des Begoniaceae.
L'espèce fait partie de la section Petermannia.
Elle a été décrite en 1943 par Elmer Drew Merrill (1876-1956) et Matthew Calbraith Perry (1794-1858).

## Répartition géographique
Cette espèce est originaire du pays suivant : New Guinea.